# Thil (Marne)
Thil ist eine französische Gemeinde mit 318 Einwohnern (Stand: 1. Januar 2022) im Département Marne in der Region Grand Est. Sie gehört zum Arrondissement Reims und ist Mitglied im Gemeindeverband Communauté urbaine du Grand Reims. Die Bewohner werden Thilois und Thiloises genannt.

## Geografie

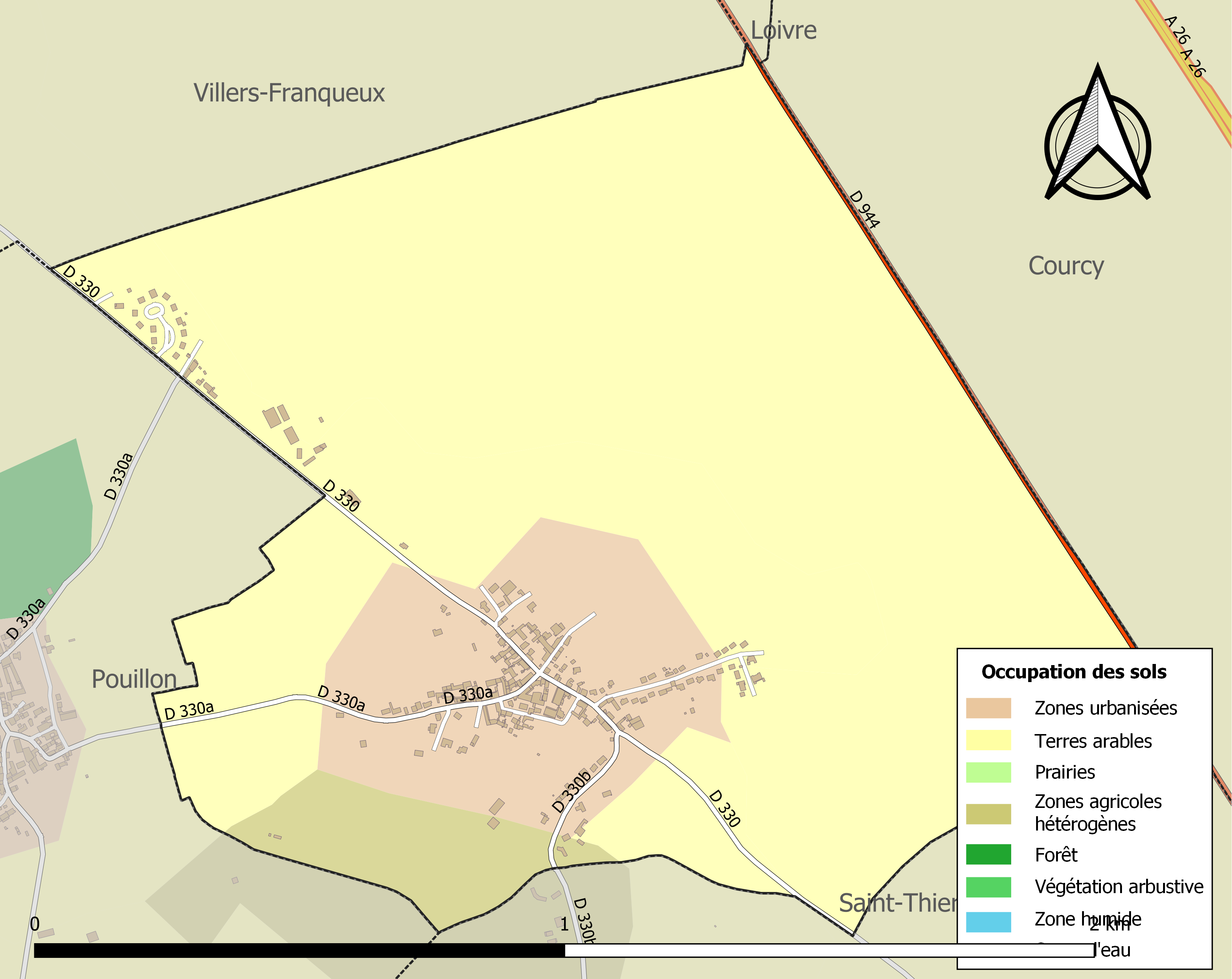
Bodennutzung und Infrastruktur der Gemeinde (2018)

Thil liegt etwa acht Kilometer nordnordwestlich von Reims im Norden der historischen Provinz Champagne. Das Gebiet der Gemeinde weist keine Fließgewässer auf. Das Zentrum der Gemeinde liegt auf einer Höhe von etwa 110 m, nach Westen hin steigt das Gelände langsam bis auf über 130 m an, nach Osten hin fällt es bis auf unter 100 m Höhe ab.
Etwa 85 % der Fläche der Gemeinde werden landwirtschaftlich genutzt, der Anteil an bebauten Flächen beträgt etwa 15 % (Stand: 2018).
Umgeben wird Thil von den Nachbargemeinden Villers-Franqueux im Norden, Courcy im Osten, Saint-Thierry im Süden sowie Pouillon im Westen.

## Bevölkerungsentwicklung

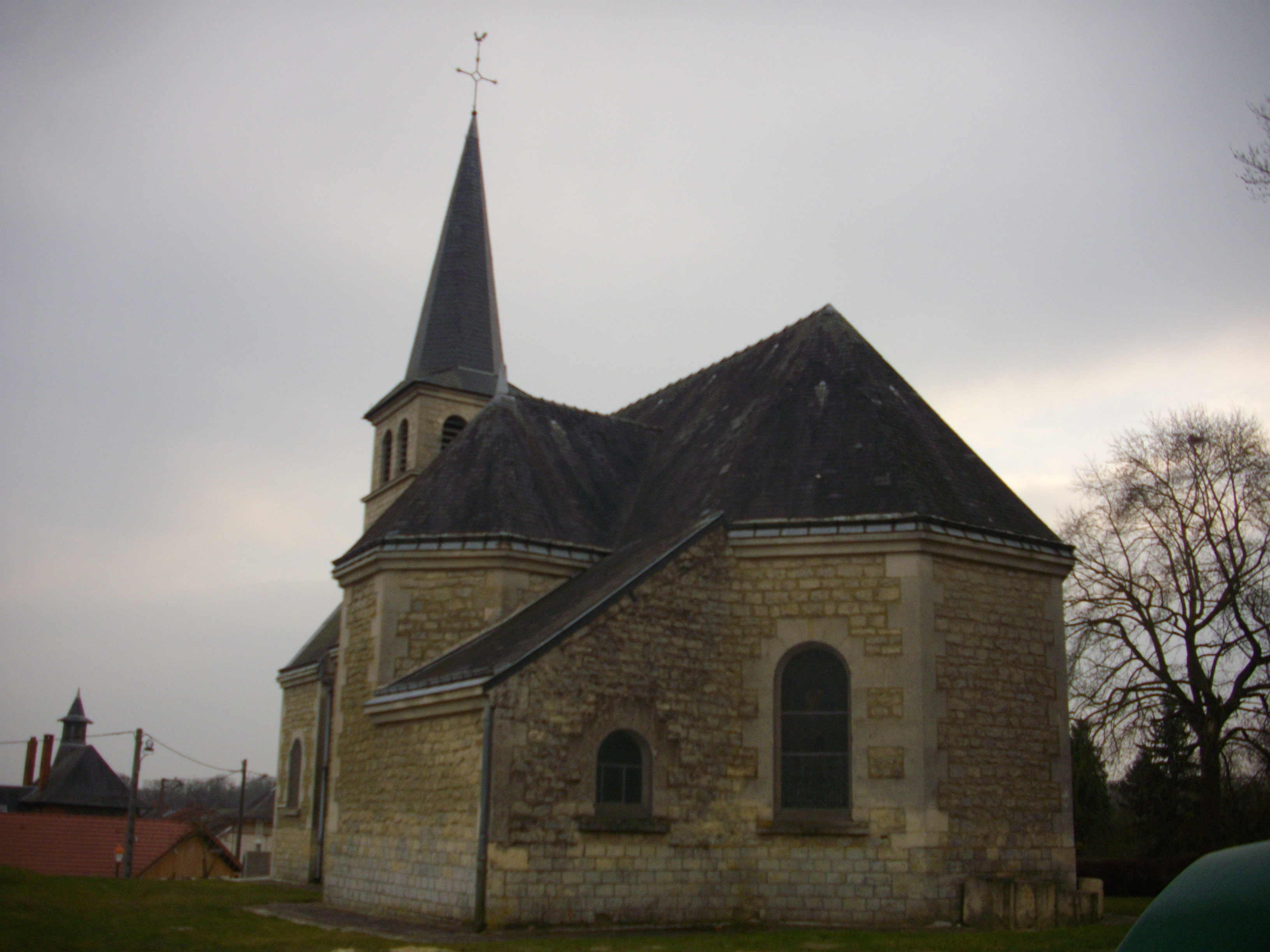
Kirche Saint-Rémi

| Jahr                       | 1962 | 1968 | 1975 | 1982 | 1990 | 1999 | 2006 | 2013 | 2020 |
| Einwohner                  | 187  | 186  | 218  | 272  | 257  | 242  | 274  | 290  | 307  |
| Quellen: Cassini und INSEE |      |      |      |      |      |      |      |      |      |

## Sehenswürdigkeiten
- Kirche Saint-Rémi aus dem 17. Jahrhundert, nach dem Ersten Weltkrieg neu gebaut

## Verkehr
Die Departementsstraße D 944, die ehemalige Route nationale 44, von Cambrai nach Vitry-le-François wird an der nordöstlichen Gemeindegrenze entlanggeführt. Die nachgeordneten Departementsstraßen D 330, D 330B und lokale Landstraßen verbinden das Zentrum mit den Weilern der Gemeinde und mit Nachbargemeinden.
Eine Buslinie der Transportgesellschaft Champagne Mobilités verbindet die Gemeinde mit Cormicy und mit Reims.